# Franz Theophil Becker
Franz Theophil Becker (* 2. März 1902 in Gießen; † 27. Februar 1996 in Schwaig bei Nürnberg) war ein deutscher Orthopäde.

## Leben
Franz Th. Becker studierte nach dem Abitur Medizin und wurde 1926 an der Universität Frankfurt am Main mit der Dissertation Über transitorischen Dämmerzustand bei der Geburt zum Dr. med. promoviert. Nachdem er Facharzt für Orthopädie geworden war, wurde er 1933 zum Chefarzt der Orthopädischen Klinik Wichernhaus (später Rummelsberger Anstalten der Inneren Mission) in Altdorf bei Nürnberg bestellt. Die Universität Erlangen-Nürnberg ernannte ihn 1966 zum Honorarprofessor für Orthopädie. Becker trat 1969 in den Ruhestand. Nachfolger wurde sein Oberarzt Heinz Wagner.
Zu Becker Schülern und Freunden gehörte seit 1949 der Chirurg Ernst Kern.
Becker hatte sich besondere Verdienste auf dem Gebiet der operativen Behandlung von Hüfterkrankungen, insbesondere der congenitalen Hüftluxation, und Knochentumoren erworben. Becker war Mitglied der Deutschen Gesellschaft für Orthopädie und Unfallchirurgie (DGOU), deren Präsident er von 1956 bis 1959 war.
Im Jahr 1951 setzte er sich erfolgreich für die Gründung eines privaten Gymnasiums ein. Dazu gründete er einen Schulverein, dem er als 1. Vorsitzender vorstand. Aus der Schule wurde später das Leibniz-Gymnasium Altdorf. Becker war Rotarier und Johanniter und lebte unter anderem in München. 1958 wurde er Ehrenbürger der Stadt Altdorf und 1959 erhielt er den Bayerischen Verdienstorden.

## Ehrungen
- Ehrenbürger von Altdorf bei Nürnberg (1958), wo auch eine Straße nach ihm benannt ist
- Bayerischer Verdienstorden (1959)
- Erich-Lexer-Preis (1984)
- Verdienstorden der Bundesrepublik Deutschland, Verdienstkreuz 1. Klasse (1986)
- Ritter des Johanniterordens

## Veröffentlichungen (Auswahl)
- Praevention im Kindes- und Jugendalter, Orthopädie und Alter, in: Handbuch der Orthopädie, Bd. I. Thieme, Stuttgart 1957.
- Körperliche Behinderungen, in: Das Öffentliche Gesundheitswesen, Bd. 4. Thieme, Stuttgart 1962.
- Operative Behandlungen der Tumoren der Knochen, der Gelenke und Weichteile des Stützgewebes, in: Therapie maligner Tumoren, Hämoblastome und Hämoblastosen: II. Enke, Stuttgart 1967.
- Die konservative Behandlung der Hüftdysplasie und Hüftverrenkung. Zeitschrift für Orthopädie 106 (1969).